# Иовлев, Владимир Александрович
Владимир Александрович Иовлев (1920—1944) — капитан Рабоче-крестьянской Красной Армии, участник Великой Отечественной войны, Герой Советского Союза (1945).

## Биография
Владимир Иовлев родился 13 января 1920 года в Ташкенте. После окончания семи классов школы работал токарем на казанском заводе «Серп и Молот». В 1940 году Иовлев был призван на службу в Рабоче-крестьянскую Красную Армию. В 1942 году он окончил Сызранское танковое училище. С июля того же года — на фронтах Великой Отечественной войны. К октябрю 1944 года гвардии капитан Владимир Иовлев командовал ротой 250-го гвардейского танкового полка 13-й гвардейской кавалерийской дивизии 6-го гвардейского кавалерийского корпуса 2-го Украинского фронта. Отличился во время освобождения Дебрецена.
8 октября 1944 года рота Иовлева прорвала немецкую оборону и в числе первых ворвалась в Дебрецен. В период с 8 по 18 октября 1944 года его экипаж уничтожил 10 вражеских танков, 6 артиллерийских орудий, 6 бронетранспортёров, 4 зенитных орудия, 1 склад боеприпасов, а также большое количество солдат и офицеров противника. В бою Иовлев получил тяжёлое ранение, но продолжал сражаться. 18 октября 1944 года он скончался от полученных ранений. Похоронен в Дебрецене.
Указом Президиума Верховного Совета СССР от 28 апреля 1945 года гвардии капитан Владимир Иовлев посмертно был удостоен высокого звания Героя Советского Союза. Был также награждён орденом Ленина и двумя орденами Красной Звезды, медалью.